# Eupanacra splendens
Eupanacra splendens är en fjärilsart som beskrevs av Rothschild 1894. Eupanacra splendens ingår i släktet Eupanacra och familjen svärmare. Inga underarter finns listade i Catalogue of Life.

## Beskrivning

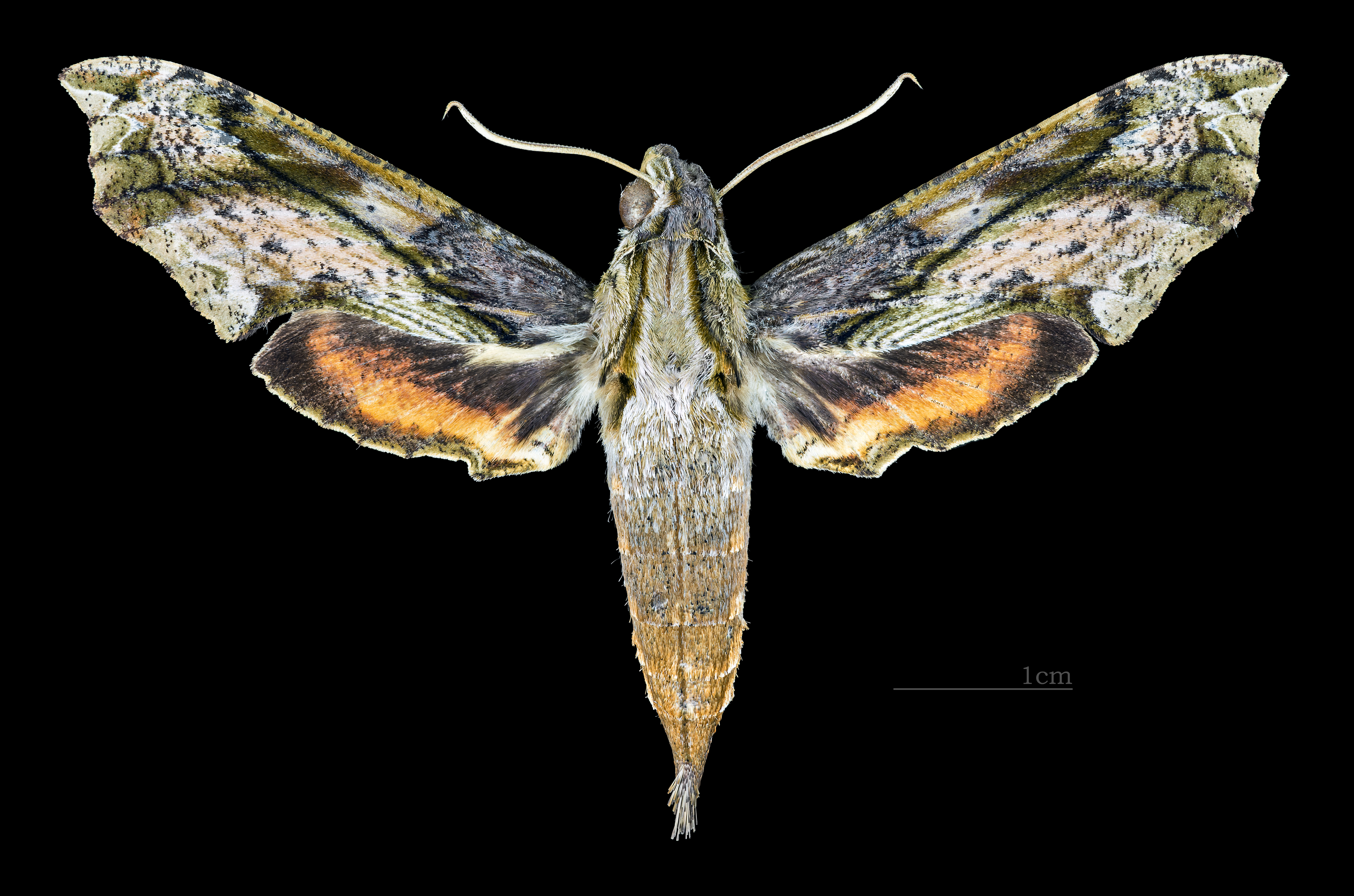
Eupanacra splendens splendens  ♀
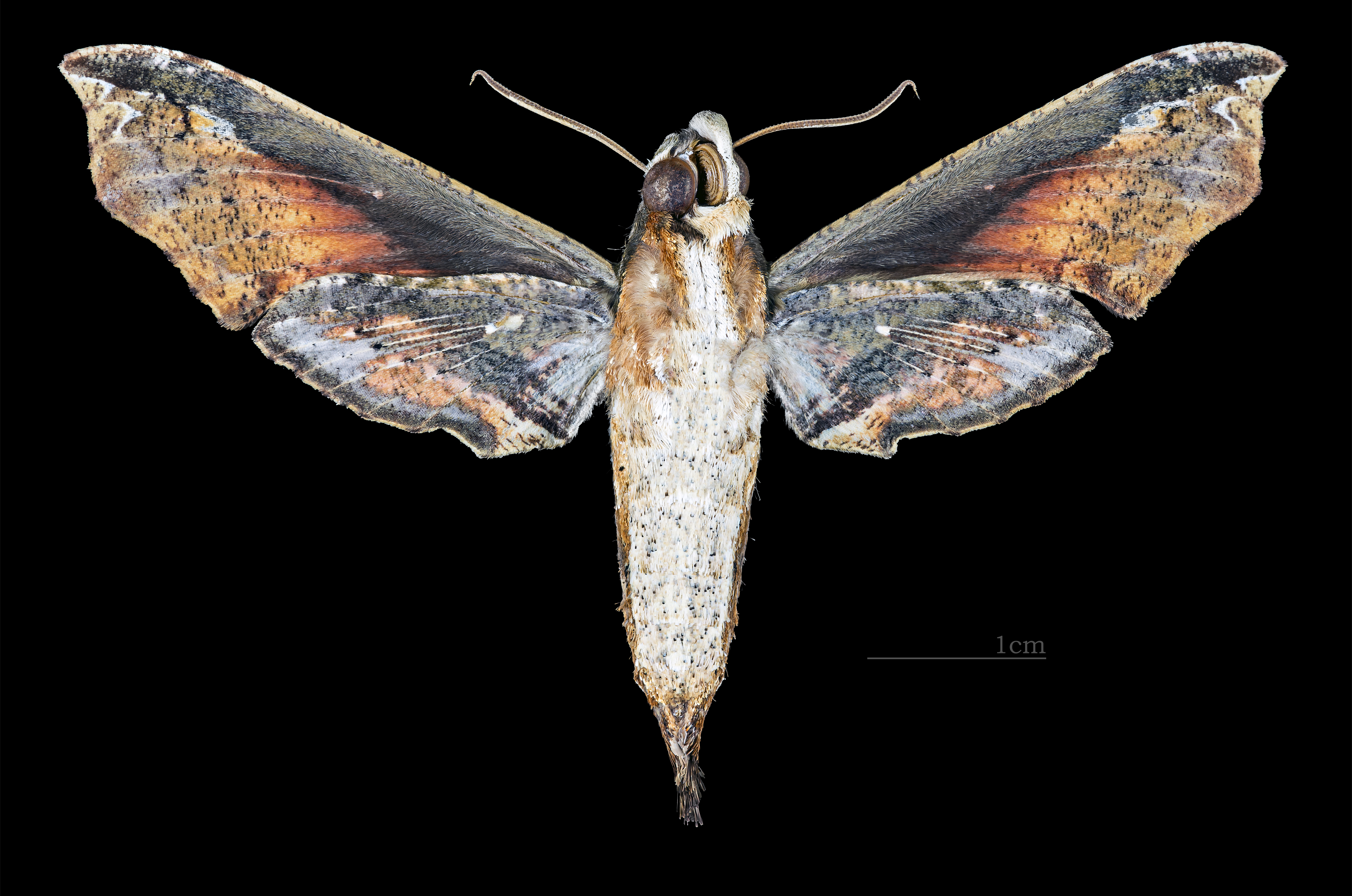
Eupanacra splendens splendens  ♀ △

Mall:Appendix